# Gérard Condé
Pour les articles homonymes, voir Condé.
Gérard Condé (né le 26 janvier 1947 à Nancy) est un compositeur et critique musical français.

## Biographie
Gérard Condé est d'abord autodidacte jusqu'en 1965, puis effectue ses études d'harmonie au conservatoire de Nancy, avant de suivre l'enseignement de composition de Max Deutsch à Paris entre 1969 et 1972.
Il entre au journal Le Monde en 1975. Il collabore également à diverses publications, telles que L'Avant-scène Opéra ou Opéra international et produit des émissions sur France Musique.
En tant que compositeur, il écrit avec une technique dérivée de l'écriture sérielle.

## Œuvre

### Compositions
- Mémorial, pour baryton et quintette à cordes (1972 ; Éditions musicales transatlantiques 1980)[2],[1] (OCLC 10400862)
- Fêtes galantes, récitation avec  piano, poèmes de Verlaine (1973) (éd. H. Lemoine)
- Mélodie, scène pour soprano, clarinette et piano (1974)
- Darjeeling, rituel pour un chanteur préparant du thé (1976)
- Il était une fois, pour violoncelliste raconteur/se (1977)
- Dans la résonance du cri, pour piano (1978)
- Rondo varié, pour tubiste lecteur (1978)
- Lovely Madeline, ballade pour un(e) guitariste (1979)
- Rhapsodie, mimodrame pour un(e) bassoniste (1979)
- Scherzando un poco, pour quatuor de flûtes (1979)
- Trio à cordes no 1 (1980)
- Rêve d'amour, action musicale d'après Franz Liszt pour contrebassiste narrateur, soprano, clarinette basse, chœur d'hommes et ensemble instrumental (1981) Création Radio-France, 30 octobre 1989 (éd. Durand).
- Invocations pour baryton et quatuor de saxophones sur des poèmes de Baudelaire et Huysmans (1981–1983) (éd. Salabert) — Commande de l'État.
- Monarch of Gods and Daemons, parabole scénique pour un(e) saxophoniste jouant 5 instruments (1983)
- Éclats, pour violon et alto (1984) commande du festival de La Rochelle
- Intenso, pour alto et violoncelle (1985)
- Amoroso, duetto pour un(e) clarinettiste (1985)
- Traces (Trio à cordes no 2) (1986) Création, Trio à cordes de Paris, festival d'Ambronay 1988 (éd. Durand).
- Culbutes, pour 16 instruments (1986)  Commande de Radio-France. Création, 27 juin 1987)
- Infusoires, pour flûte, clarinette, violon, violoncelle et piano (1987) (éd. Durand)
- Le Mont des oliviers, cantate pour soprano et cor de basset sur un poème d'Alfred de Vigny, commande du GRAME (1987)
- Élans pour violoncelle et piano (1988) (éd. Durand)
- Le Chant du silence pour baryton et orchestre (1992) Commande de Radio-France. Création, 9 janvier 1993.
- Les miracles de l'enfant Jésus, pour chœur d'enfants (1994) commande de la Maîtrise de Radio France
- Éveil, pour orchestre (1995) commande de Musique nouvelle en liberté
- Lointains  pour flûte clarinette, piano, harpe et quatuor à cordes, « Hommage à Paul Cézanne » (1996)
- La Chouette enrhumée, conte lyrique d'après Oscar Wilde pour tout public (1996) — Commande de l'État.
- Salima sac à ruses, opéra-comique pour tout public d'après Les Mille et Une Nuits (1999) — Commande de la Fondation Beaumarchais
- Léon le caméléon, conte musical pour récitant et 17 musiciens (2000) — Commande de l'État.
- Une larme du diable, Fantaisie musicale d'après Théophile Gautier pour récitant et 7 musiciens (2001)
- De Barque à Barque, 8 poèmes d'Yves Bonnefoy pour mezzo et piano (2001)
- Les Orages désirés opéra romantique sur l'enfance de Berlioz. Livret de Christian Wasselin (2003) — commande de Radio France.
- Après le pas, poème de Silvia Baron Supervielle pour voix et piano (2004)
- Les Chansons de Rabbi Moshé, Histoires juive pour baryton et piano  (2005)
- Pour garder le jour, Sept poèmes de François Cheng pour chœur mixte a cappella (2006)
- Sur les Hauts,  pour saxophone alto et orchestre d'harmonie (2007) — Commande du Conseil Général des Vosges.
- Vision, pour soprano ou ténor et piano, poème de Baudelaire (2007) — Commande de la ville d'Épinal.
- Thoueris, solo pour euphonium (2007)
- Marie! quatre poèmes de Ronsard pour ténor et piano (2009)
- Quatuor à cordes (2010)
- Écrit sur nuage, 7 poèmes d'Ernest Pépin pour récitation, piano, clarinette et violoncelle (2012)
- Humeurs pour hautbois solo (éd. L'ill aux roseaux) (2012) — Commande de l'Association française du hautbois
- Per amica silentia, 4 poèmes de Verlaine pour mezzo ou baryton et piano (2014)
- Messe de Sainte-Adresse, pour chœur mixte et orgue (2012-2015)
- Les Litanies de Satan, poème de Baudelaire pour baryton et piano (2017) — Commande de l'Académie Francis Poulenc.
- "Durch Gebirg und Tal" 4 Lieder pour soprano et cor naturel (2016-2018)
- "Vers l'infini… et poursuite du vent, pour flûte seule (2020)
- "Automnes" pour orgue (2021)

### Écrits

#### Ouvrages
- Le piano, révélateur de l'orchestre chez Massenet, coll. « Observatoire musical français, Série histoire de la musique et analyse » (no 7), Université de Paris-Sorbonne, 2003 (OCLC 457045360)
- Charles Gounod, Paris, Fayard, 2009, 1086 p. (ISBN 978-2-213-63249-0, OCLC 495195514, BNF 41491325) — Prix Bernier de l’Institut ; Grand Prix des Muses.

#### Articles
Journalisme musical
L'Est républicain (mai/juin 1972) L'Écran lorrain (1971–1974), Le Guide musical (1973–1975), Nouvelle Revue des Deux Mondes  (1975), Harmonie (1975–1980), Lyrica (1975–1980) Opéra (1974–1976), Opéra International (1977–1978 / 1986–2005), Opéra Magazine (depuis 2005), Le Monde de la musique  (1978–1980 / 1990–2005), Mélomane (Radio-France) (1991–2000), Diapason (depuis 2006), Le Monde (environ 4000 articles d’avril 1975 à septembre 2014)
Textes musicographiques
- Commentaire littéraire et musical, pour L'Avant-Scène-Opéra, d’ouvrages d’Auber (La Muette de Portici), Berlioz (Les Troyens, Béatrice et Bénédict, La Damnation de Faust), Berg (Lulu), Bizet (Les Pêcheurs de perles), G. Charpentier (Louise), Chausson (le Roi Arthus), Debussy (Pelléas et Mélisande), Gounod (Faust, Mireille), Hersant (Le Château des Carpates), Massenet (Le Roi de Lahore, Hérodiade, Manon, Le Cid, Werther, Esclarmonde, Thaïs, Le Portrait de Manon, La Navarraise, Sapho, Grisélidis, Don Quichotte, Panurge) Meyerbeer (Les Huguenots, Le Prophète), Mozart (La clemenza di Tito), Reimann (Lear), Rossini (Guillaume Tell), Weber (Euryanthe).
- Près de deux cents textes pour les programmes de salle lyriques de l’Opéra national du Rhin (50), du TMP-Châtelet (30), du Théâtre des Champs-Élysées (16), de l’Opéra de Paris, du festival Massenet de Saint-Étienne (analyses “format Avant-scène” de : Roma, Ariane, Marie-Magdeleine, Le Jongleur de Notre-Dame), de l'Opéra de Montpellier (Sigurd) ; à l’étranger : La Monnaie de Bruxelles, English National Opera ; Liceu de Barcelone, Teatro real de Madrid, Opéras de Genève, Rome, Liège, Anvers, Stuttgart.
- Plus de deux cents textes pour les programmes de salle symphoniques des orchestres de Radio France, de l'Orchestre national de Lyon, etc.
- Collaborations : au Guide de la Mélodie (éditions Fayard, 1994) ; au Dictionnaire Berlioz (Fayard, 2003), au Larousse de la Musique (Condé, Deutsch, Kagel, Massenet, Critique musicale), pour l’Encyclopædia Universalis, le Grove’s dictionnary, etc.

#### Notices discographiques
Plus d'une centaine dont :
- Ropartz, Requiem - Catherine Dubosc, soprano ; Jacqueline Mayeur, mezzo-soprano ; Vincent Le Texier, basse ; François-Henri Houbart, orgue ; Ensemble instrumental Jean-Walter Audoli, dir. Michel Piquemal  (1991, Adda 581266) (OCLC 715517520)
- Berlioz, La damnation de Faust - Orchestre Philharmonia, dir. Chung Myung-whun (avril et mai 1995 / juin 1996, DG 453 500-2) (OCLC 39722482)
- Cécile Chaminade, Mots d'amour, mélodies - Anne Sofie von Otter, mezzo-soprano ; Bengt Forsberg, piano (2001, DG) (OCLC 49416634)

#### Éditeur
- Massenet, Mes Souvenirs (éd. Plume, 1992)
- Weber, La Vie d'un musicien : et autres écrits  coll. « Musiques et musiciens », Jean-Claude Lattès, 1986 (OCLC 19356069) traduit de l'allemand (sous le nom de Lucienne Gérardin), présentation et notes par G. Condé.
- Berlioz, Cauchemars et passions, textes inédits (coll. « Musiques et musiciens », Jean-Claude Lattès, 1981)
- Charles Gounod et Gérard Condé (éd.), Charles Gounod : mémoires d'un artiste, Arles/Venise, Actes sud / Palazzetto Bru Zane / Symétrie, coll. « Beaux Arts », 2018, 362 p. (ISBN 978-2-330-09280-1, OCLC 1023006152, BNF 45439476) — nouvelle édition présentée, annotée et complétée par G. Condé

Préfaces
- Berlioz, Les Grotesques de la musique, éd. Symétrie, 2014 (OCLC 894404176)
- Lettres de Charles Gounod à Pauline Viardot, éd. Symétrie, 2015  (ISBN 978-2-330-03907-3)
- Fanny Mendelssohn par Françoise Tillard, éd. Symétrie 2007  (ISBN 2-914373-20-1)
- Gustave Charpentieri et son temps par Michela Niccolai, éd. Université de Saint-Étienne, 2013  (ISBN 978-2-86272-642-7)

## Discographie
- Premières mélodies du XXIe siècle : De barque à barque, poèmes de Yves Bonnefoy ; Guillemette Laurens, mezzo-soprano ; Maria Belooussova, piano (2005, Maguelone) (OCLC 853002584)
- Mélodrames français par Caroline Gautier (Una corda)
- La Chouette enrhumée (PIC)
- Salima sac à ruses (Maguelone)
- Infusoires